# Attus cayanus
Attus cayanus är en spindelart som beskrevs av Władysław Taczanowski 1871. Attus cayanus ingår i släktet Attus och familjen hoppspindlar. Inga underarter finns listade.